# Harry Chatton
Harry Chatton, né le 23 avril 1899 à Enniskillen dans le comté de Fermanagh et mort en 1983 à Dumbarton en Écosse, est un footballeur international irlandais. Il joue au poste de demi-centre dans différents clubs d'Écosse, des États-Unis et l'Irlande. Il fait partie des doubles internationaux irlandais puisqu'il a été sélectionné à la fois en équipe d'Irlande de football et en équipe de république d'Irlande de football.

## Carrière
James Harold A. Chatton, surnommé Harry, nait le 23 avril 1899 à Enniskillen dans le Comté de Fermanagh en Irlande. Alors qu'il est encore enfant sa famille migre vers l'Écosse et s'installe à Dumbarton dans la grande banlieue de Glasgow.
Il signe son premier contrat professionnel avec le club de sa ville, le Dumbarton Football Club. Après avoir aussi joué pour le Partick Thistle Football Club, il part pour les États-Unis et signe un contrat avec un club de New-York l'Indiana Flooring qui dispute l'American Soccer League. A la fin de sa première saison, il rompt son contrat en même temps qu'un de ses partenaires Alec Donald. De retour au pays, il s'engage alors avec le Heart of Midlothian Football Club un des deux grands clubs d'Édimbourg. Mais l'American Soccer League conteste immédiatement le nouveau contrat avec Hearts auprès de la FIFA. L'organisation internationale donne raison aux Américains et Chattan doit retourner dans son club. Entre-temps Indiana Flooring a changé de nom pour devenir les New York Nationals (ancêtre des New-York Giants). Il participe ainsi à la victoire en National Challenge Cup en 1928. Les New-York Nationals battent en finale le club de Chicago le Bricklayers and Masons FC. L'année suivante les Nationals remportent la Lewis Cup, l'équivalent d'une Coupe de la Ligue, en battant en finale les New Bedford Whalers.
En janvier 1929, Heart of Midlothian essaye une nouvelle fois de recruter Chattan. Mais cette fois-ci c'est lui qui refuse et s'engage pour une saison supplémentaire à New-York. Le 25 mai 1930, il dispute au Polo Grounds un match amical contre les Glasgow Rangers champions d’Écosse en titre. Les Nationals l'emportent 5-4. Ce jour-là aux côtés de Chattan figurent trois autres Écossais, Jimmy Gallagher, Bart McGhee et Robert Millar qui deviendront ensuite internationaux américains. Les deux premiers participent à la Coupe du monde de football 1930 sous les ordres du troisième.
Après quatre saisons en American Soccer League, Harry Chattan retourne en Europe. Il s'engage avec le Shelbourne Football Club qui évolue dans le championnat d'Irlande. Il participe alors à la victoire en championnat en 1931. Il rentre enfin dans sa ville d'orgine et signe au Dumbarton FC pour deux saisons. Sa carrière se termine à Cork. Il remporte avec le Cork FC la coupe d'Irlande 1934.

## Double international
Quand Harry Chattan commence sa carrière internationale en 1924, deux équipes d'Irlande coexistent. Les deux fédérations nationales sélectionnent des joueurs sur la base de l'ensemble de l'île d'Irlande. D'une part, l'IFA basée à Belfast dirige l'équipe d'Irlande de football et d'autre part, la FAI, basée à Dublin organise l'équipe de l'État libre d'Irlande. En conséquence de nombreux footballeurs, comme Chattan, ont été amenés à jouer pour les deux équipes.

### Avec l'IFA
En 1924 et 1925, alors qu'il joue sous les couleurs du Partick Thistle Football Club, Harry Chattan est sélectionné à trois reprises en équipe d'Irlande de football. Il joue son premier match international le 22 octobre 1924 contre l'Angleterre pour une défaite 3-1 à Goodison Park. Il a sa deuxième sélection le 25 février 1925 lors d'un match contre l'Écosse à Windsor Park à Belfast. L'Irlande perd 3-0. Sa dernière sélection a lieu le 24 octobre 1925 de nouveau contre l'Angleterre mais cette fois-ci au Windsor Park. Le match se termine sur un score de 0-0. Lors de ses trois matchs on compte parmi ses coéquipiers Tom Farquharson, Mick O'Brien, Bill Lacey, Elisha Scott ou Billy Gillespie.

### Avec la FAI
Entre 1931 et 1934, Harry Chattan est sélectionné à trois reprises en équipe de république d'Irlande de football. Ces trois sélections arrivent alors qu'il joue successivement avec Shelbourne, Dumbarton et Cork. Chatton fait ses débuts sous ses nouvelles couleurs le 26 avril 1931 lors d'un match contre l'Espagne. Avec lui figurent Tom Farquharson, Peter Kavanagh et Paddy Moore. Ensemble ils arrachent un match nul 1-1 au stade olympique Lluís-Companys à Barcelone. Le 13 décembre 1931 à Dalymount Park il est le capitaine de l'équipe pour le match retour contre l'Espagne. Cette fois, son équipe s'incline lourdement sur le score de cinq buts à zéro. Il connait sa troisième et dernière sélection le 8 avril 1934 lors d'un match de qualification à la coupe du monde 1936. L'Irlande s'incline sur le score de cinq buts à deux contre les Pays-Bas.

## Palmarès
Avec New York Nationals
- National Challenge Cup
  - Vainqueur en 1928
- Lewis Cup
  - Vainqueur en 1929

Avec le Shelbourne FC
- Championnat d'Irlande
  - Vainqueur en 1930-1931

Avec le Cork FC
- Coupe d'Irlande
  - Vainqueur en 1934